# 野澤喜八郎
野澤 喜八郎（のざわ きはちろう）は、文楽義太夫節三味線方の名跡。野澤派の祖で代々宗家。

## 初代
（生没年不詳・1728年頃の没とされる）通称「間の町」。
初代竹澤権右衛門の門弟。1726年に豊竹上野少掾（後に豊竹越前少掾）に「北条時頼記」の「女鉢の木」を弾いて名声を上げた。

## 2代目
（生没年不詳）通称「富小路」。
初代喜八郎の門弟で1750年に竹本座へ移り、竹本大和掾を弾いていた。当時歌舞伎などにあった番付を浄瑠璃の世界でも番付に載せさせた功労者。

## 3代目
（生年不詳 - 宝暦5年（1755年）10月）
2代目喜八郎の門弟の2代目野澤吉五郎が1768年に3代目喜八郎を襲名。
京都で活躍。

## 4代目
（生没年不詳）通称「橋下（はしもと）」。
3代目喜八郎の門弟で金蔵、3代目吉五郎を経て4代目喜八郎を襲名。

## 5代目
後の5代目鶴澤友次郎。

## 6代目
（生年不詳 - 1885年6月21日）通称「天満」。
4代目野澤吉兵衛の門弟で2代目野澤勝市から3代目鶴澤庄治郎を経て1883年に6代目喜八郎を襲名。

## 7代目
（1847年 - 1922年1月3日）通称は「門前」。
京都の出身で5代目喜八郎の門弟で豊市から4代目庄治郎を経て7代目喜八郎を襲名。

## 8代目
（1855年 - 1932年11月30日）本名は畑中芳之助。
京都の生まれ、3代目鶴澤庄治郎（後の6代目喜八郎）の門弟で芳之助、金吾、音吉、5代目庄治郎を経て8代目喜八郎を襲名。
実子が9代目喜八郎。

## 9代目
（1885年3月3日 - 1964年2月17日）本名は畑中新三郎。
京都の生まれ、8代目喜八郎の実子。野澤大造（6代目友次郎）に師事し新三郎、大之助、大造などを経て、1917年に2代目鶴澤鱗糸、1952年に9代目野沢喜八郎を襲名｡